# Anglo-Palermitan Trophy
L'Anglo-Palermitan Trophy è un trofeo calcistico amichevole svoltosi per la prima volta nel 2025 allo Stadio Renzo Barbera di Palermo.
Istituito nel 125° anniversario di fondazione del Palermo F.C., il trofeo deve il proprio nome alla più antica denominazione del club siciliano, ovvero Anglo Palermitan Athletic and Football Club.
L'edizione inaugurale, svoltasi il 9 agosto 2025, ha messo di fronte la squadra di casa contro il Manchester City, club di proprietà - al pari del Palermo - della holding City Football Group.

## Storia e formula
Il trofeo è stato istituito nell'anno delle celebrazioni per il 125° anniversario di fondazione del Palermo. Annunciato il 7 luglio 2025, l'evento ha fatto registrare una massiccia partecipazione di pubblico, contando quasi 35.000 spettatori paganti. La partita è stata trasmessa in sessanta paesi.
L'evento ha visto affrontarsi per la prima volta nella loro storia il Palermo ed il Manchester City, club entrambi appartenenti alla holding anglo-emiratina City Football Group. La partita si è chiusa con il risultato di 3-0 a favore della squadra inglese allenata da Pep Guardiola. Nel post-partita l'allenatore del Manchester City ha anticipato la possibilità di una riproposizione della sfida nel 2026.
La partita tra Palermo e Manchester City è stata preceduta dal pre-show della cantante italiana Rose Villain, esibitasi prima dell'inizio del match. Particolare attenzione mediatica ha destato la coreografia ideata dai tifosi palermitani della Curva Nord: una gigantografia dei fratelli Noel Gallagher e Liam Gallagher, fondatori del gruppo rock degli Oasis e grandi tifosi del Manchester City, vestiti con due storiche maglie del Palermo e accompagnati dalla scritta "Palermo Forever" ispirata alla canzone del gruppo "Live Forever".

## Edizioni

### 2025
| Arbitro: | Abisso |

|  |           |                                |
|  | Marcatori | Haaland 25’ Reijnders 59’, 82’ |

## Vittorie per squadra
- 1 –   Manchester City (2025)